# Passeport laotien
Le passeport laotien est un document de voyage international délivré aux ressortissants laotiens, et qui peut aussi servir de preuve de la citoyenneté laotienne.

## Apparence physique

### Couverture
La couverture du passeport ordinaire laotien est de couleur bleu foncé et porte en son centre l'emblème du Laos. Les mots « République démocratique populaire lao » est inscrit en haut du blason tandis que le mot « passeport » (en lao, français et anglais) est inscrit en bas. Les passeports officiels et diplomatiques sont respectivement de couleur verte et bordeaux. Le passeport ordinaire laotien compte 32 pages, sans compter la couverture, et est valable pour voyager dans tous les pays.

### Note du passeport
« ໃນນາມ ລັດຖະບານ ແຫ່ງ ສາທາລະນະລັດ ປະຊາທິປະໄຕ ປະຊາຊົນລາວ ກະຊວງການຕ່າງປະເທດ ຂໍໃຫ້ເຈົ້າໜ້າທີ່ ທີ່ກ່ຽວຂ້ອງຈົ່ງໃຫ້ອຳນວຍຄວາມສະດວກ ໃນການໄປມາ ແກ່ຜູ້ຖືໜັງສືຜ່ານແດນສະບັບນີ້ ແລະ ໃຫ້ຄວາມຊ່ວຍເຫຼືອຄຸ້ມຄອງໃນຄາວຈຳເປັນອີກດ້ວຍ. »
« Au nom du Gouvernement de la République Démocratique Populaire Lao, le Ministère des Affaires étrangères prie les autorités compétentes de laisser passer librement le titulaire de ce passeport, et de lui donner aide et protection en cas de besoin. » [sic]
« In the name of the Government of the Lao People's Democratic Republic, the Ministry of Foreign Affairs requests all relevant authorities to whom it may concern to allow the bearer to pass freely, and to afford the bearer any such assistance and protection as maybe necessary. »

### Page d'identification
- Photographie du porteur (largeur : 40 mm ; taille : 60 mm ; hauteur de la tête (jusqu'au sommet des cheveux) : 36 mm ; distance du sommet de la photo jusqu'au sommet des cheveux : 6 mm)
- Type
- Code de l'État d'émission (LAO)
- Numéro du passeport
- Nom de famille et prénom
- Nationalité (lao)
- Date de naissance
- Sexe
- Lieu de naissance
- Date de délivrance
- Date d'expiration
- Nom en lao
- Coordonnées du contact d'urgence
- Signature du porteur
- Autorité émettrice

## Liste des pays sans visa ou visa à l'arrivée
Les obligations de visa pour les citoyens laotiens sont des restrictions administratives d'entrée imposées par les autorités d'autres États aux citoyens du Laos. Au 4 août 2021, les citoyens laotiens avaient un accès sans visa ou avec visa à l'arrivée à 49 pays et territoires, ce qui classe le passeport laotien au 92e rang en termes de liberté de voyage (à égalité avec les passeports de l'Angola, du Cameroun, de l'Égypte, de Haïti et de la Jordanie) selon le Henley Passport Index Le peuple laotien fait également partie de l'ASEAN et a un accès sans visa à ces pays et vice versa.